# Cerro Magüey
Cerro Magüey conocido popularmente como "Cerro Sierra Maestra" es el nombre que recibe una montaña en el noroeste del país sudamericano de Venezuela, administrativamente está incluido en la jurisdicción del estado Estado Anzoátegui en medio de la ciudad de Puerto La Cruz. Se localiza cerca de la costa del mar Caribe (Bahía de Pozuelos y la Bahía de Guaraguao al norte), al este de la Laguna de Magüey y el Cerro las Trincheras, al oeste del cerro Monte Cristo y al norte del Cerro Vidoño. En sus inmediaciones se dio origen a las barriadas Sierra Maestra (una de las más conocidas de la ciudad), José Antonio Anzoátegui (Molorca), Barrio Bolívar (La Vecindad del Chavo), El Paraíso (Cementerio de Puerto La Cruz) y las urbanizaciones Los Cerezos (Los Bloques) y Latinia. Por el norte es bordeado por la Avenida Paseo Colón, por el oeste con Salinas El Paraíso (Laguna de igual nombre), por el sur Con las Avenidas Intercomunal Jorge Rodríguez y Bolívar y por el este con la Avenida Miranda (Paseo Miranda). El cerro en su gran mayoría está completamente urbanizado y muchas de las barriadas se interconectan entre sí ya que el cerro se ha picado para facilitar conexiones.